# Павел Ковач
Павел Ковач (роден на 12 август 1974 г. в Партизанске, Чехословакия) е професионален словашки футболист, играещ за Олимпиакос.
Той е висок 2 м и 2 см и тежи 96 кг. Прави дебюта за националния си отбор на 6 февруари 2008 г. по време на мача между Словакия и Унгария. 
Ковач е играл преди за ФК Словачко и Аполон Каламариас.